# 사용자 혁신
사용자 혁신 또는 유저 이노베이션(User innovation)은 공급자(생산자 또는 제조업체)가 아닌 중간 사용자(예: 사용자 회사) 또는 소비자 사용자(개인 최종 사용자 또는 사용자 커뮤니티)에 의한 혁신을 의미한다. 이는 공동 설계 및 공동 창작과 밀접하게 연계된 개념으로, 기존 컨설팅 방법보다 더 혁신적인 솔루션을 제공하는 것으로 입증되었다.
에릭 폰 히펠과 다른 사람들은 많은 제품과 서비스가 실제로 구현 및 사용 현장에서 사용자에 의해 개발되거나 적어도 개선된다는 점을 관찰했다. 그런 다음 이러한 아이디어는 공급망으로 다시 이동된다. 이는 가능한 가장 광범위한 요구 사항을 충족하도록 제품이 개발되기 때문이다. 개별 사용자가 대부분의 소비자가 겪고 있지 않은 문제에 직면하면 문제를 해결하기 위해 기존 제품을 직접 수정하거나 완전히 새로운 제품을 개발하는 것 외에는 선택의 여지가 없다. 종종 사용자 혁신가는 자신의 아이디어를 제조업체와 공유하여 제품을 생산하게 되기를 바라며 이를 무료 공개라고 한다. 그러나 사용자 혁신가는 자신의 혁신을 상업화하고 새로운 시장을 창출하기 위해 자체 회사를 설립하기도 한다. 이러한 프로세스를 "소비자 주도 시장 출현"이라고 한다. 예를 들어, 여러 보드스포츠에서 사용자가 어떻게 혁신했는지에 대한 연구에 따르면 일부 사용자는 자신의 혁신을 활용하여 글로벌 시장이 된 스포츠 분야에서 회사를 설립한 것으로 나타났다.
인터넷 기술의 발전과 오픈 소스 소프트웨어 일카 투오미(Ilkka Tuomi, Tuomi 2002)에 대한 연구를 바탕으로 사용자가 근본적으로 사회적이라는 점을 더욱 강조했다. 따라서 사용자 혁신은 사회적, 사회기술적으로 분산된 혁신이기도 하다. 투오미에 따르면 핵심 용도는 새로운 기술 기회의 의미를 재해석하고 재창조하는 사용자 커뮤니티에서 발명한 의도하지 않은 용도인 경우가 많다.
예를 들어, 로봇 제조업체가 아닌 산업용 로봇 사용자에 의한 사용자 혁신의 존재(Fleck 1988)는 선형 혁신 모델에 반대하는 주장의 핵심 부분이다. 즉, 혁신은 연구 개발에서 비롯되어 마케팅되고 판매된다. 최종 사용자에게 '확산'된다. 대신 혁신은 모든 단계의 혁신을 포함하는 비선형 프로세스이다.
1986년 에릭 폰 히펠은 신제품 개발에 적용하기 위해 사용자 혁신을 체계적으로 학습하는 데 사용할 수 있는 리드 사용자 방법을 도입했다. 2007년에는 또 다른 특정 유형의 사용자 혁신가인 창의적 소비자가 소개되었다. 이들은 완전히 새로운 제품을 만드는 것이 아니라 독점적인 제품을 조정, 수정 또는 변형하는 소비자이다.
사용자 혁신에는 사용 혁신, 서비스 혁신, 기술 구성 혁신, 마지막으로 새로운 기술 자체의 혁신 등 다양한 수준이 있다. 대부분의 사용자 혁신은 기존 제품과 기술의 사용 및 구성에 집중되어 있으며 장기적인 혁신의 일반적인 부분이지만, 최종 사용자가 더 쉽게 변경하고 혁신할 수 있는 신기술과 새로운 커뮤니케이션 채널이 이를 더욱 촉진하고 있다. 사용자 혁신이 더 쉽게 발생하고 영향을 미칠 수 있다.
최근 연구에서는 사용자(또는 고객) 혁신을 촉진하는 웹 기반 포럼(가상 고객 환경이라고 함)에 중점을 두었다. 이러한 포럼은 기업이 제품 개발의 다양한 단계는 물론 기타 가치 창출 활동에서 고객과 협력하는 데 도움이 된다. 예를 들어, 티셔츠 제조 회사인 스레드리스(Threadless)는 디자인 과정에서 온라인 커뮤니티 구성원의 기여에 의존한다. 커뮤니티에는 디자인을 제출하고 다른 사람의 디자인에 투표하는 자원 봉사 디자이너 그룹이 포함되어 있다. 무료 노출 외에도 디자이너에게는 $2,500의 기본 보상과 티셔츠 판매 비율을 포함한 금전적 인센티브가 제공된다. 이러한 인센티브를 통해 스레드리스는 지속적인 사용자 기여를 장려할 수 있다.

## 같이 보기
- 크라우드소싱
- 프로슈머
- 참여적 디자인
- 과학기술학